# Уте Кірхайс-Вессель
Уте Кірхайс-Вессель (18 травня 1953 , Niederaußemd, Північний Рейн-Вестфалія ) — німецька фехтувальнця на рапірах, олімпійська чемпіонка 1984 року.

## Виступи на Олімпіадах
| Олімпіада         | Дисципліна           | Місце |
| ----------------- | -------------------- | ----- |
| Мельбурн 1976     | індивідуальна рапіра | 32    |
| Мельбурн 1976     | командна рапіра      | 4     |
| Лос-Анджелес 1984 | командна рапіра      | 1     |